# Дисе су Балон
Дисе су Балон (фр. Dissé-sous-Ballon) је насељено место у Француској у региону Лоара, у департману Сарт.
По подацима из 2011. године у општини је живело 137 становника, а густина насељености је износила 38,59 становника/km².

## Демографија
| 1962. | 1968. | 1975. | 1982. | 1990. | 2011. |
| ----- | ----- | ----- | ----- | ----- | ----- |
| 245   | 226   | 157   | 111   | 102   | 137   |